# Нове Ковалево
Нове Ковалево (пол. Nowe Kowalewo) — село в Польщі, у гміні Завідз Серпецького повіту Мазовецького воєводства.
Населення — 70 осіб (2011).
У 1975-1998 роках село належало до Плоцького воєводства.

## Демографія
Демографічна структура станом на 31 березня 2011 року:
|          | Загалом | Допрацездатний вік | Працездатний вік | Постпрацездатний вік |
| -------- | ------- | ------------------ | ---------------- | -------------------- |
| Чоловіки | 39      | 7                  | 28               | 4                    |
| Жінки    | 31      | 4                  | 18               | 9                    |
| Разом    | 70      | 11                 | 46               | 13                   |